# Cumpleaños feliz

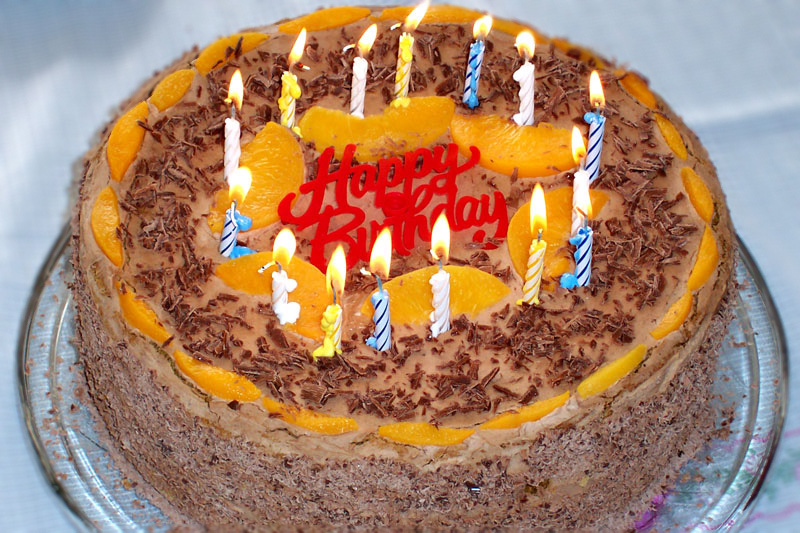
Cumpleaños feliz se canta frecuentemente cuando la tarta de cumpleaños es llevada a la mesa de la fiesta, a que el cumpleañero sople las velas de esta.

«Cumpleaños feliz» es una canción popular que se entona en las celebraciones de cumpleaños de origen estadounidense. Su creación se atribuye a las hermanas estadounidenses Mildred y Patty Smith Hill en 1893. Como ambas eran maestras de profesión, la canción fue escrita para que los alumnos se diesen los buenos días en clase. Su título original era Buenos días a todos (Good morning to all). 
Reconvertida después en Happy birthday to you, es la canción más popular en lengua inglesa, según el Libro Guinness de los récords. Ha sido traducida a muchos idiomas. En español tomó el título de «Cumpleaños feliz». 
El copyright con la letra de cumpleaños fue registrado en 1935 y cualquiera que quisiera utilizar la canción con fines lucrativos, ya fuera en una producción cinematográfica, teatral, televisiva o en cartas auditivas de felicitación, debía pagar a Warner por los derechos. Estos derechos de uso de la canción se extinguieron en 2015 en Estados Unidos según la sentencia del juez George King. En otros países la canción es de dominio público desde 1985. El compositor alemán Peter Heidrich, nacido en el año 1935, realizó una obra para cuarteto de cuerda titulada Variaciones cumpleaños feliz.

### Versión dominicana
En la República Dominicana, la canción «Celebro tu cumpleaños» (o «El regalo mejor»), compuesta en 1958 por el profesor Ramón Rafael Casado Soler, es la versión tradicional de felicitación. Según el Listín Diario, su letra enfatiza valores de amistad y gratitud. Un extracto:

Celebro tu cumpleaños

Tan pronto vi asomar el sol...

La canción ha sido transmitida por generaciones en programas radiales y escolares.

## Dominio público
La canción se encuentra actualmente en dominio público. En 1935, Summy Co. registró algunos acuerdos sobre la canción y años después los vendió al gigante discográfico Warner. Tras haber sido propiedad de Warner Music Group, empresa que facturó millones de dólares.